# Teoria dochodu permanentnego
Teoria dochodu permanentnego – stworzona przez amerykańskiego ekonomistę Miltona Friedmana w 1957. Zgodnie z teorią dochodu permanentnego wielkość konsumpcji w danym okresie zależy od poziomu dochodu permanentnego, czyli przeciętnego, długookresowego dochodu gospodarstw domowych, nie zaś od wysokości ich dochodu w danym okresie. Friedman twierdził, że przejściowe zmiany dochodu ludzi nie powodują wzrostu ich konsumpcji. Ludzie planując swoją konsumpcję kierują się dochodem permanentnym, dlatego też wzrost konsumpcji w danym okresie może być tylko wynikiem zmiany dochodu, która będzie postrzegana przez konsumentów jako stała. Teoria ta stała w opozycji wobec keynesowskiej teorii konsumpcji, której podstawą była liniowa funkcja konsumpcji.

## Geneza
John Maynard Keynes uważał, że konsumpcja ludzi bezpośrednio zależy od ich dochodu w danym momencie. Podstawą modelu Keynesa był liniowa funkcja konsumpcji. W modelu z liniową funkcją konsumpcji poziom popytu zależy wprost proporcjonalnie od dochodu, jednak nawet przy zerowym dochodzie konsumpcja jest dodatnia.
Badania empiryczne prowadzone w Stanach Zjednoczonych Ameryki nie potwierdzały tezy Keynesa. Okazało się, że poziom konsumpcji rośnie w mniejszym stopniu niż wzrasta dochód konsumentów w czasach prosperity gospodarczej i spada mniej niż dochód w czasach recesji.
Obserwacje te skłoniły Miltona Friedmana do sformułowania nowej teorii kształtowania się wydatków konsumpcyjnych gospodarstw domowych. Friedman podzielił dochód konsumenta na część permanentną i część nieoczekiwaną. Dochód permanentny oparty jest na oczekiwaniach konsumenta dotyczących wielkości dochodu, jaką spodziewa się on uzyskać w czasie trwania życia. Dochód permanentny także podlega zmianom w czasie, ponieważ oczekiwania nie zawsze pokrywają się z rzeczywistością. Zmiany te są jednak niewielkie. Druga część dochodu wyodrębniona przez Friedmana, którą nazwał dochodem przejściowym. Jest on różnicą między dochodem bieżącym i dochodem rozporządzalnym. Mimo że dochód przejściowy podlega większym fluktuacjom niż dochód permanentny to zdaniem Friedmana nie wpływa on w istotnym stopniu na zmianę poziomu konsumpcji w czasie. W sytuacji, gdy dochód bieżący jest niższy od dochodu permanentnego, konsumenci mogą pożyczać pieniądze. W przeciwnej sytuacji, gdy dochód bieżący przewyższa dochód permanentny ludzie oszczędzają część pieniędzy. W ten sposób dochodzi do wygładzania konsumpcji w czasie.

## Wzór Friedmana
{\displaystyle C=K*Y_{Pt},}
{\displaystyle Y_{Pt}=\beta *Y_{t}+(1-\beta )*Y_{Pt-1},}
gdzie:
{\displaystyle C} – konsumpcja permanentna,
{\displaystyle K} – krańcowa skłonność do konsumpcji dochodu permanentnego,
{\displaystyle Y_{Pt}} – dochód permanentny,
{\displaystyle Y_{t}} – dochód bieżący,
{\displaystyle Y_{Pt-1}} – dochód permanentny poprzedniego okresu.
{\displaystyle \beta } to współczynnik wagowy, oceniający preferencje zależności konsumpcji od sytuacji bieżącej lub przeszłej. Im bardziej beta jest bliskie jedności, tym większa jest waga przy dochodach bieżących i mniejsza przy dochodzie permanentnym poprzedniego okresu. Oznacza to, że nasza konsumpcja będzie w dużym stopniu zależeć od dochodów bieżących (np. dla dóbr trwałego użytku). Im bardziej beta jest bliskie zeru, tym większa jest waga przy dochodach przeszłych i mniejsza przy dochodzie bieżącym. Oznacza to, że nasza konsumpcja będzie w małym stopniu zależeć od dochodów bieżących i jej zmiany nie będą następować szybko (np. dla dóbr podstawowych).

## Ilustracja graficzna
- 0D – dochód permanentny
- 0S – długość życia
- A – całkowity spadek oszczędności
- B – całkowite oszczędności

Dochód rozporządzalny gospodarstw domowych zwiększa się w całym okresie aktywności zawodowej, później obniża się do poziomu emerytury.